# Артабан (магістр армії)
Артабан (д/н — після 554) — військовий діяч Візантійської імперії.

## Життєпис
Походив зі знатного вірменського роду Аршакуні. Син Іоанна. У 538 році брав участь у повстанні проти Акакія, проконсула провінція Вірменія Пріма, якого Артабан вбив. На придушення повстання імператор Юстиніан I відправи війська на чолі із Сіттою. У битві біля Онахалкону на початку 539 року Артабан завдав поразки візантійців, а Сітта загинув. Намагання Аршакуні домовитися з наступник прокоснулом бузетом не дало результату — той наказав стратити батька Артабана. Тоді останній перейшов на бік перського шахиншаха Хосрова I. Протягом декількох років Артабан брав участь у військових кампаніях проти Візантії.
Між 542 та 544 роками знову повернувся під владу візантійського імператора. 545 році на чолі вірменського загону увійшло до складу війська свого шварга Ареобінда, якого відправлено до Африки задля придушення повстання берберів. Артабан відзначився убитві біля Фації, дебуло завдано поразки мавро-римському царю Стотзі. 546 року очолював загони в Карфагені, що протистояли заколотникові Гонтеріку. Але Ареобінду втік до церкви, де став переховуватися. Зрештою Артабан перейшов на бік Гонтеріка. Того ж року на чолі війська рушив проти берберів царя Антала. На бік Артабана перейшов Куцина, цар Хребта. Спільними діями вони завдали поразки Анталу, звільнивши від супротивника Проконсульську Африку, Бізацену і частину Мавретанії Сітіфенської.
По поверненню Артабан влаштував змову, вбивши Гонтаріка, чим відновив імператорську владу в Африці. За це отримав посаду magister militum Africae (військового магістра Африки). Невдовзі вступив у зв'язок з Преджектою, небогою імператора. Він відправив її до Константинополя та спрямував Юстиніану I прохання про укладання з нею шлюбу. Того ж року замінено на посаді Іоанном Троглітою.
У Константинополі через спротив імператриці Феодори Артабан не зміг розлучитися, щоб одружитися з Преджекті. Разом з тим отримав посади magister militum praesentalis (магістра презентальних військ) і comes foederatorum (коміта федератів). У 548 році після смерті імператриці зміг розлучитися, але на той час Преджекта знову вийшла заміж. 549 року долучився до змови Арсака, що планував повалити імператора, поставивши замість нього брата Германа. Втім останній її викрив. Артабана було позбавлено посад й відправлено під домашній арешт, втім незабаром помилувано.
У 550 році призначено magister militum per Thracias (військовим магістром Фракії). Спочатку забезпечував підтримку візантійським військам в Італії. 551 року призначено очільником преторіанської провінції Сицилія на заміну Ліберію. Протягом року зумів взяти в облогу міста, де трималися залоги остготів, змусивши їх зрештою здатися. До 552 року він суттєво зміцнив імператорську владу на острові.
У 553 році Артабана відправлено на допомогу Нарсесу, що стикнувся з вторгненням до Італії франкського війська на чолі з Леутарієм та Бучінілєм. Спочатку рушив до Етрурії, де довідався про падіння парми. Тому перемістив війська до Фавенції. Але незабаром отримав наказ рухатися на Парму. У 554 році отаборився в Пізаврумі, де відзначився у битві проти Леутарія. Потім доєднався до Нарсеса. У битві при Касіліні проти франків керував кіннотою на лівому флонзі. після цієї перемоги про Артабан згадки зникають.